# Axel Fintelmann

Axel Fintelmann

Gustav Ferdinand Axel Fintelmann (* 27. September 1848 in Älmhult, Schweden; † 15. Mai 1907 in Berlin) war ein aus Schweden stammender, in Deutschland tätiger Landschaftsarchitekt und preußischer Baubeamter. Er war Königlicher Gartenbaudirektor in Berlin und Potsdam, sein bekanntestes Werk ist die Gestaltung des Zentralfriedhofs Friedrichsfelde.

## Leben
Axel Fintelmann entstammt der Hofgärtner-Dynastie Fintelmann, sein Vater Ludwig Fintelmann (1809–1879) war als preußischer Forstbeamter tätig. Sein Cousin Gustav Adolf Fintelmann (1846–1918) war Hofgartendirektor und Direktor an der Königlichen Gärtnerlehranstalt am Wildpark bei Potsdam, an der auch Axel Fintelmann ab 1867 ausgebildet worden war. 1902 erhielt er eine Anstellung als Stadtobergärtner in Berlin. Erst war er im Treptower Park tätig, anschließend im Moabiter Revier. 1891 wurde er zum städtischen Garteninspektor ernannt und übernahm das Humboldthainer Revier. Außerdem war er Vertreter des Direktors der Berliner Parkverwaltung. 1904 wurde Fintelmann im Rahmen der von ihm gestalteten Frühjahrsausstellung in der Philharmonie der Titel Königlicher Gartenbaudirektor verliehen.
Von 1896 bis 1904 war Fintelmann 1. Vorsitzender im 1887 gegründeten Verein Deutscher Gartenkünstler. Von 1898 bis 1907 war er außerdem Mitglied des Kuratoriums der Königlichen Gärtnerlehranstalt Wildpark bei Potsdam (später Gärtnerlehranstalt Berlin-Dahlem).
Fintelmann war verheiratet, sein Sohn Axel Fintelmann jun. (* 24. Mai 1887 in Berlin; † 18. August 1956 in Boffzen) schlug ebenfalls die Gärtnerlaufbahn ein: Er besuchte von 1907 bis 1909 die Höhere Gärtnerlehranstalt in Dahlem, legte 1919 die Gartenmeisterprüfung ab und war ab 1921 als Gartentechniker beim Berliner Gartenbaubetrieb Franz Späth beschäftigt. Später wechselte er nach Potsdam und Höxter.

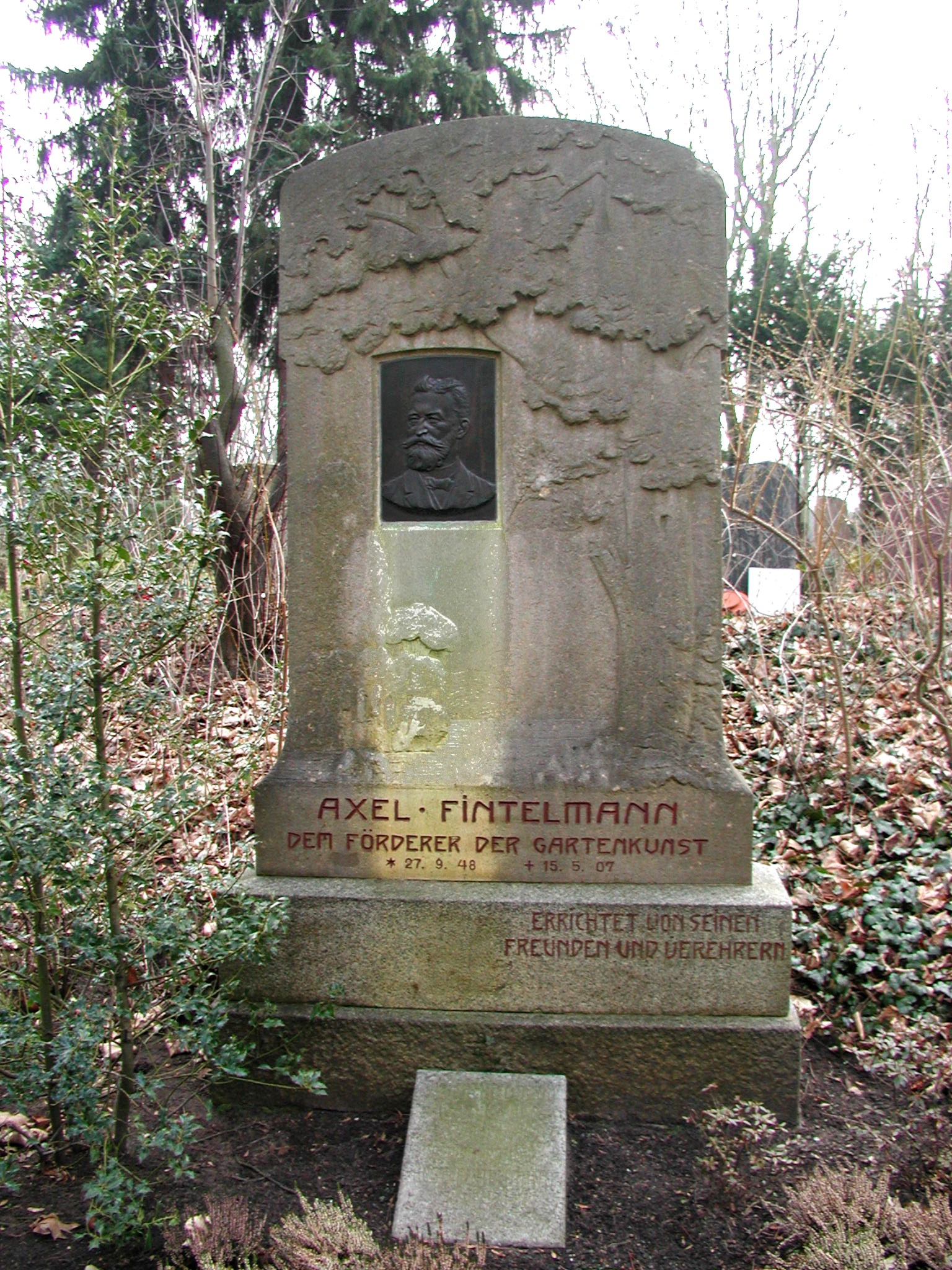
Grab Fintelmanns auf dem Friedhof Friedrichsfelde

Fintelmanns verstarb am 15. Mai 1907 mit 58 Jahren in der Gustav-Meyer-Allee in Gesundbrunnen. Sein Grabmal steht unter Denkmalschutz. Die Inschrift des Steins weist ihn als Förderer der Gartenkunst aus; das Grabmal wurde errichtet von seinen Freunden und Verehrern. Das in Kupferblech getriebene Porträt-Relief (und vermutlich auch die Reliefdarstellung des Baums auf dem Grabmal selbst) stammen vom Bildhauer Albert Manthe.

## Werk (Auswahl)
- Zusammen mit Hermann Mächtig gestaltete Fintelmann ab 1881 den Zentralfriedhof Friedrichsfelde als großen Landschaftspark.
- Die Informationstafel auf dem Zentralfriedhof gibt eine Mitwirkung Fintelmanns bei den Planungen zum Berliner Botanischen Garten an, doch andere Quellen dazu konnten noch nicht aufgefunden werden.

### Schriften
- Wredow’s Gartenfreund. Ein Ratgeber für die Einrichtung und Pflege des Gemüse-, Obst- und Blumengartens sowie des Zimmer- und Fenstergartens. Verlag Siegfried Cronbach, Berlin 1905.

## Weitere Quellen
- Sammlung Familie Fintelmann im Archiv der Stiftung Preußische Schlösser und Gärten Berlin-Brandenburg

## Belege
1. 1 2  Standesamt Berlin XI: Sterbeurkunde Axel Fintelmann. Nr. 744, 1907.
2. 1 2  Hannig: Kgl. Gartenbaudirektor A. Fintelmann †. In: Die Gartenkunst, 9. Jahrgang 1907, Heft 6 (vom Juni 1907), S. 132.
3. ↑  Axel Fintelmann jun. In: 1887. In: Jahreskalender des Luisenstädtischen Bildungsvereins.
4. ↑  Eintrag 09040289 in der Berliner Landesdenkmalliste

| Personendaten    | Personendaten                                                 |
| ---------------- | ------------------------------------------------------------- |
| NAME             | Fintelmann, Axel                                              |
| ALTERNATIVNAMEN  | Fintelmann, Gustav Ferdinand Axel (vollständiger Name)        |
| KURZBESCHREIBUNG | Landschaftsarchitekt, königlich preußischer Gartenbaudirektor |
| GEBURTSDATUM     | 27. September 1848                                            |
| GEBURTSORT       | Älmhult, Schweden                                             |
| STERBEDATUM      | 15. Mai 1907                                                  |
| STERBEORT        | Berlin                                                        |